# Reverdy Johnson
Reverdy Johnson (Annapolis, 21 maggio 1796 – Annapolis, 10 febbraio 1876) è stato un politico statunitense.

## Biografia
Fu il 22º procuratore generale degli Stati Uniti durante la presidenza di Zachary Taylor (12º presidente).
Figlio di John Johnson (1770-1824) ha studiato al Saint John's College terminando gli studi nel 1812. Divenne poi collega di Roger Brooke Taney, William Pinkney e Luther Martin. Alla sua morte il corpo venne seppellito al Green Mount Cemetery.